# شهرستان کورتکروسسکی
شهرستان کورتکروسسکی (به لاتین: Kortkerossky District) یک شهرستان در روسیه است که در جمهوری کومی واقع شده‌است.